# High Definition Earth Viewing
High Definition Earth Viewing (HDEV, en français « visualisation de la Terre en haute définition ») est un système expérimental installé sur la plateforme de charge utile extérieure située sur le laboratoire spatial européen Columbus de la Station spatiale internationale et constitué de 4 caméras à haute définition permettant de transmettre en temps réel des images vidéo de la Terre vue de l'espace. Les vidéos sont librement disponibles pour le public sur le site web de la NASA consacré à l'imagerie de la station spatiale.

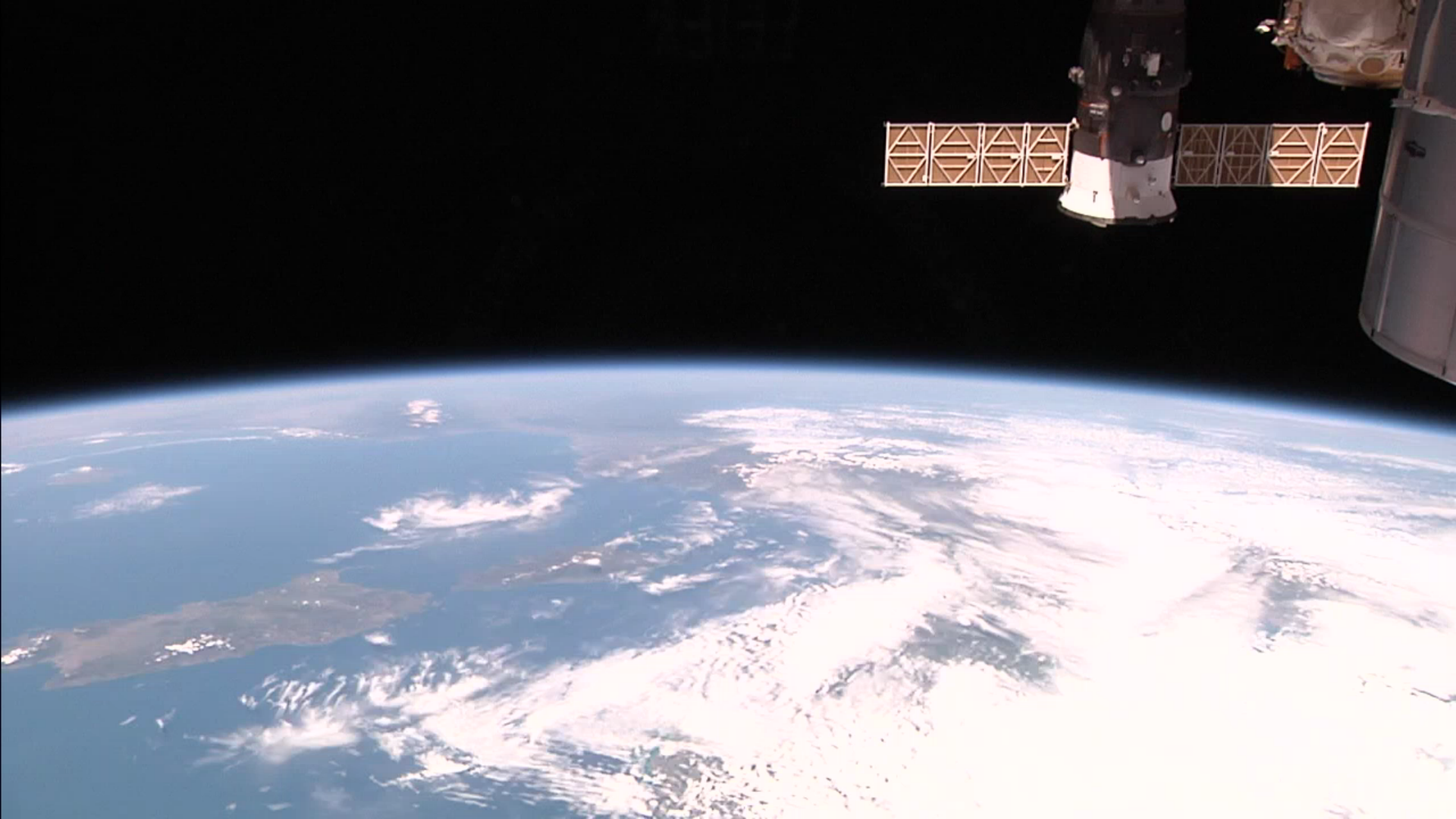
Image du flux envoyé par HDEV

## Description et objectif de l'équipement

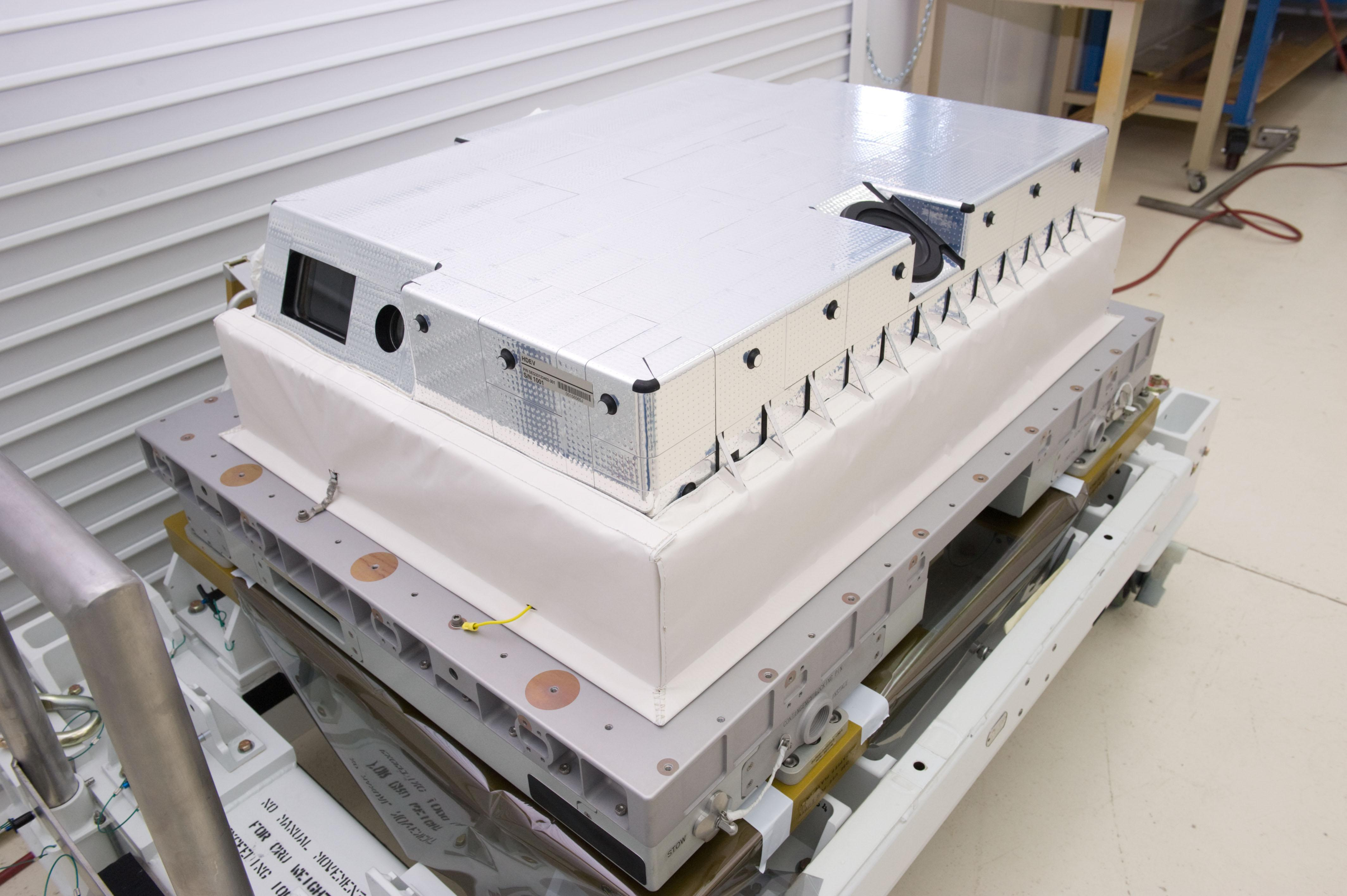
Vue de l'équipement

Les caméras utilisées sont des produits disponibles dans le commerce. Il s'agit de caméras de marque Hitachi, Toshiba, Sony et Panasonic. L'objectif de l'expérimentation est de déterminer la durabilité du fonctionnement de caméras haute définition dans les conditions difficiles de l'espace afin de sélectionner les meilleures caméras à utiliser pour les futures missions spatiales.

## Mise en service et fonctionnement
L'équipement a été livré à la station par un vaisseau Dragon lancé lors de la mission SpaceX CRS-3 du 18 avril 2014. Le système a été mis en service le 30 avril 2014.
Il a arrêté d'envoyer des images le 18 juillet 2019, sur le site web consacré à l'expérimentation, la NASA évoque à ce sujet une « fin de vie » de l'équipement en date du 27 août 2019, tandis que ses ingénieurs recherchent les causes de cet arrêt de fonctionnement.
Désormais, une vidéo en direct de la Terre est diffusée à partir de deux des caméras haute définition externes (EHDC) montées sur la Station spatiale internationale. L'objectif de ces caméras est tourné vers la Terre avec un panneau solaire traversant occasionnellement la vue.